# Фейт Людвіг Зекендорф
Фейт Людвіг Зекендорф (нім. Veit Ludwig von Seckendorff; 20 грудня 1626, Херцогенаурах — 18 грудня 1692, Галле ) — німецький історик.

## Біографія
Головна праця Зекендорфа: «Commentarius historicus et apologeticus de Lutheranismo sede reformatione religionis» (Лпц., 1688 і 1692 ), написаний за дорученням герцога Ернста Готського в спростування «Histoire du Luthéranisme» французького єзуїта Мембура. Крім того, Зекендорф написав: "Teutscher Fürstenstaat" (Гота, 1655 — важливо для історії економічного побуту Німеччини); «Der Christenstaat» (Лейпциг, 1685 ) та ін.
Вперше у своїй знаменитій праці «Німецька князівська держава» у 1656 році написав про камералізм.